# Okay

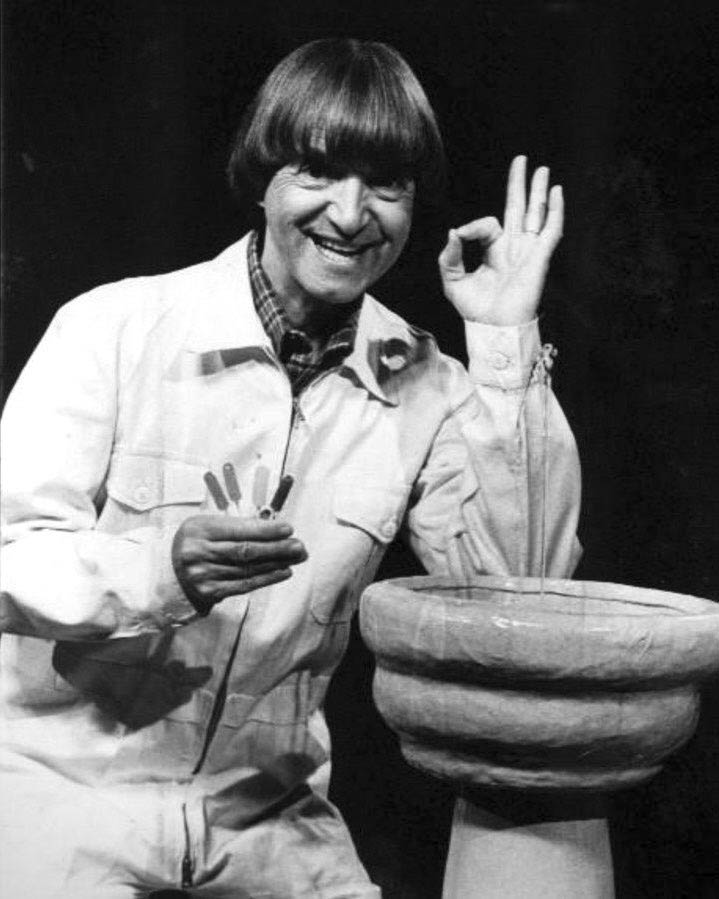
Tipico gesto dell'OK, fatto da Carlitos Balá

Okay, o OK (o minuscolo ok), in italiano anche occhei, è una locuzione che indica positività e sostituisce l'espressione «va bene» o comunque un assenso.
In molti paesi il gesto dell'okay è rappresentato dall'unione, in modo da formare un cerchio, del dito indice e del pollice, con le dita restanti tese verso l'alto, o dalla mano chiusa con il pollice alzato.

## Origine
La sua prima apparizione certa, nella forma «o.k.», risale al 23 marzo 1839, nel The Boston Post.
Secondo l'opinione più diffusa, derivata dagli studi dell'etimologista americano Allen Walker Read, il termine deriverebbe da una sigla usata come l'abbreviazione di oll korrect, cioè all correct, "tutto giusto", scritto volontariamente in modo errato.
A dispetto della sua diffusione universale non vi è concordanza sulla possibile origine della locuzione e potrebbe derivare anche da altre origini:
- Dal latino hoc est, "è così", molto usato come assenso nell'Impero romano[6].
- Dal russo очень хорошо (traslitterazione : ochen' khorosho) che significa molto bene, il grido che solevano urlare gli scaricatori del porto ucraino di Odessa agli equipaggi delle navi di tutto il mondo per indicare "molto bene", ovvero che tutto il carico era stato stivato o scaricato correttamente. L'uso del termine O.K., le iniziali della trascrizione fonetica, si sarebbe così diffuso "via mare" anche al mondo occidentale[7].
- Dal greco Ὅλα Καλά (traslitterazione : hóla kalà), che significa "tutto bene". Questa e la precedente sono le uniche coincidenze fonetiche e letterali del termine O.K.[8]
- Dai militari britannici e/o statunitensi che, dopo le battaglie, facevano un giro di perlustrazione per contare e recuperare i soldati rimasti uccisi. Alla fine scrivevano su una bandiera il numero dei morti seguito dalla lettera K, l'iniziale di killed, in inglese "uccisi". Nei rari casi in cui nessuno era morto sventolavano la bandiera con scritto "0 K", ossia "0 uccisi". Lo zero in inglese viene spesso letto come "o" quando si pronunciano serie alfanumeriche. Avrebbe poi attecchito in forma scritta come una lettera "O"[8].
- Dalla lingua dei Choctaw, una popolazione nativa americana, nella quale figurava la parola okeh, con la stessa pronuncia e il medesimo significato della locuzione odierna[6].
- Dalla lingua dei sioux, una popolazione nativa americana (la tribù di Toro Seduto, Nuvola Rossa e Cavallo Pazzo), in cui la parola Hoka hey (trascrizione fonetica: Hokehey) significava "va bene", "si può fare", reso famoso dalla frase "Hoka hey, oggi è un bel giorno per morire!", utilizzato come grido di guerra[6].
- Dalla lingua bantu uou-key (trascrizione fonetica), che significava "certamente sì": l'espressione potrebbe così essere entrata dalla lingua degli schiavi africani nell'uso statunitense[6].
- Prima delle elezioni presidenziali del 1840 a New York venne fondato l'O.K. Club, un circolo di sostenitori del presidente democratico Martin Van Buren, il cui nome alludeva a "Old Kinderhook", nomignolo del presidente dal suo luogo di nascita a Kinderhook.
- Dall'antico provenzale oc, che significa "sì".
- Dalla frase gaelica och, aye, "oh sì", che testimonierebbe anche la sua diffusione negli Stati Uniti a opera degli immigrati irlandesi.
- Innumerevoli sono le teorie che riconducono la locuzione alla sigla di un nome proprio, solitamente di una persona preposta al controllo di prodotti, trattative, contratti, elenchi o simili. Tra queste figura la storia di Otis Kendall, che agli inizi del XIX secolo lavorava al porto di New York. Il suo lavoro consisteva nel controllare le merci in carico e scarico ed era solito apportare le iniziali del suo nome "O.K." sulle casse vidimate.

## Uso in italiano

Emoji U+1F197 ad alto contrasto.

La sigla O.K. viene registrata nel 1931 nella sesta edizione del Dizionario Moderno di Alfredo Panzini, sciolta in all correct. Il termine OK cominciò a diffondersi in Italia insieme allo sbarco delle truppe statunitensi in Sicilia e alla seguente avanzata della penisola. Si diffonderà in italiano anche la forma occhei, adattamento semischerzoso dell’originale.